# Columbia Falls (Maine)
Pour les articles homonymes, voir Columbia Falls.
Columbia Falls est une ville américaine située dans le Comté de Washington, dans le Maine. Selon le recensement de 2020, sa population est de 476 habitants.